# Richard Kunisch
Richard Kunisch (auch Georg Kunisch) (* 16. Mai 1907 in Neisse, Oberschlesien; † nach 1970) war ein deutscher Politiker (CDU) und Diplomat. Er war Finanzminister des Landes Sachsen-Anhalt, Abgeordneter der Länderkammer der DDR und nach seiner Flucht aus der DDR 1950 Generalkonsul der Bundesrepublik Deutschland in Bombay.

## Leben
Kunisch studierte von 1927 bis 1931 Rechtswissenschaften an den Universitäten Jena, Breslau und Berlin. Seit 1927 war er Mitglied der katholischen Studentenverbindung KDStV Sugambria Jena. Er legte 1934 die große juristische Staatsprüfung ab. Im Jahr 1936 wurde er an der Universität Breslau zum Dr. jur. promoviert. Seine Dissertation trug den Titel Die strafrechtliche Sicherung der deutschen Eiermarktordnung. Er arbeitete als Amtsrichter und Konsistorialrat des Konsistoriums der Evangelischen Kirche von Schlesien in Breslau. Während des Zweiten Weltkrieges musste er Kriegsdienst leisten und geriet in Kriegsgefangenschaft.
Nach seiner Entlassung fand er in Halle (Saale) eine neue Heimat und wurde Mitglied der CDU. Am 1. April 1946 wurde er als Präsidialrat und Leiter der Kirchenabteilung bei der damaligen Provinzialverwaltung Sachsen eingestellt. Nach der Umbildung der Provinzialverwaltung in die Landesverwaltung wurde er am 1. Januar 1947 zum Ministerialdirektor ernannt und zum Chef der Präsidialkanzlei der Landesregierung Sachsen-Anhalt bestellt.
Am 10. Oktober 1949 wurde Kunisch vom Landtag von Sachsen-Anhalt zum Mitglied der neugebildeten Länderkammer der DDR gewählt und Vorsitzender der CDU-Fraktion in der Länderkammer. Bei der Umbildung der Regierung von Sachsen-Anhalt am 28. Oktober 1949 wurde Kunisch vom CDU-Landesvorstand als Finanzminister nominiert und auf Vorschlag des neuen Ministerpräsidenten und bisherigen Finanzministers Werner Bruschke vom Landtag gewählt.
Kunisch war Schatzmeister im CDU-Landesvorstand Sachsen-Anhalt. Ab 14. November 1949 gehörte er mit Josef Rambo, Wilhelm Bachem und Hans-Paul Ganter-Gilmans der neugeschaffenen Revisionskommission der CDU als Mitglied an.
Am 9. Februar 1950 teilte das Amt für Information Kunischs Flucht nach West-Berlin am 4. Februar 1950 mit und bezeichnete ihn als amerikanischen Agenten und Komplizen von Leo Herwegen und Willi Brundert. Daraufhin stimmte am 10. Februar 1950 die 8. Sitzung der Länderkammer dem Antrag der CDU-Fraktion zu, die Länderkammermandate der Abgeordneten Gerhard Rohner und Kunisch zu löschen. Nach einer Woche in Westberlin wurde er mit seiner Frau und den drei Töchtern nach Frankfurt am Main geflogen und in das Notaufnahmelager Gießen eingewiesen.
In der Bundesrepublik Deutschland wurde er bald darauf Mitglied der westdeutschen CDU und Referatsleiter im Bundesministerium für gesamtdeutsche Fragen (BMG) unter Jakob Kaiser im Rang eines Oberregierungsrates. Später war er Ministerialrat im BMG. Er wechselte ins Auswärtige Amt, war dort Legationsrat I. Klasse und bis 1965 Leiter des Referats 602 „Kirchliche Beziehungen zum Ausland, kulturelle Aufgaben karitativer Art und Medizinalangelegenheiten.“ Von 1965 bis 1969 fungierte er als Leiter des Generalkonsulats der Bundesrepublik Deutschland in Bombay. Kurz nach dem Bonner Regierungswechsel 1969 wurde er von Bundesaußenminister Walter Scheel mit 24 weiteren Senioren des diplomatischen Dienstes vorzeitig in Pension geschickt.

## Auszeichnungen
- 1969 Bundesverdienstkreuz 1. Klasse